# Onthophagus laborans
Onthophagus laborans är en skalbaggsart som beskrevs av Gilbert John Arrow 1931. Onthophagus laborans ingår i släktet Onthophagus och familjen bladhorningar. Inga underarter finns listade i Catalogue of Life.